# Ouinhi
Ouinhi è una città situata nel dipartimento di Zou nello Stato del Benin con 43 025 abitanti (stima 2006).